# Coop Norrbotten Arena
Coop Norrbotten Arena é um pavilhão polivalente e um estádio de hóquei no gelo, dispondo de quatro pistas de patinagem no gelo, localizado na cidade de Luleå, Suécia. 
É usada para hóquei no gelo, basquetebol, patinagem artística, ”curling”, feiras, exposições, conferências e congressos.
Foi inaugurado em 1970, e reconstruída em 2002 e 2008, tendo capacidade para 6 150 pessoas.
É utilizado pelo clube de hóquei no gelo Luleå HF.